# Eunidia lindblomi
Eunidia lindblomi är en skalbaggsart som beskrevs av Aurivillius 1925. Eunidia lindblomi ingår i släktet Eunidia och familjen långhorningar.
Artens utbredningsområde är Kenya. Inga underarter finns listade i Catalogue of Life.